# Velarifictorus hemelytrus
Velarifictorus hemelytrus is een rechtvleugelig insect uit de familie krekels (Gryllidae). De wetenschappelijke naam van deze soort is voor het eerst geldig gepubliceerd in 1877 door Saussure.